# جون ماكديرموت (ملاكم)
جون ماكديرموت (بالإنجليزية: John McDermott)‏ (26 فبراير 1980 في المملكة المتحدة - ) هو ملاكم بريطاني، صنّف ضمن فئة وزن ثقيل.

## إحصائيات
خاض خلال مسيرته 36 نزالا، فاز في 28 ولم يتعادل وخسر في 8. فاز بالضربة القاضية في 18 نزالا.

## روابط خارجية
- جون ماكديرموت على موقع بوكس ريك (الإنجليزية) (registration required)